# Légisme
 (juin 2009).
Si vous disposez d'ouvrages ou d'articles de référence ou si vous connaissez des sites web de qualité traitant du thème abordé ici, merci de compléter l'article en donnant les références utiles à sa vérifiabilité et en les liant à la section « Notes et références ».
Pour les articles homonymes, voir Légistes.
Ne doit pas être confondu avec Légalisme.
Le légisme ou école des Lois regroupe des penseurs chinois ayant vécu de la fin du VIIIe siècle av. J.-C. jusqu'à la fin de la période des Royaumes combattants (IIIe siècle av. J.-C.). S'opposant au confucianisme, ils recommandent un gouvernement fort, fondé sur des lois connues de tous et non sur la bonté des hommes. Ils prônent l'absolutisme au moment où, en Chine, la féodalité est remise en question. Leur « réalisme politique » a mené à un exercice tyrannique du pouvoir, finalement rejeté et par la suite rarement revendiqué.

## Les fondements de la doctrine légiste
Contrairement au confucianisme, au taoïsme ou au mohisme, le légisme ne s'est pas constitué comme une véritable école car, contrairement à ces derniers, il n'y a pas de maître à l'origine de ce courant. Le terme même de légistes ne sera introduit pour la première fois que sous les Han, soit deux ou trois siècles plus tard.
De manière générale, les légistes n'ont pas de confiance dans la nature humaine, et s'attachent à mettre en place un système politique fonctionnel, capable d'assurer le bien commun, même si les gens sont peu vertueux et les agents publics (du roi lui-même au plus petit fonctionnaire) peu habiles. Ils réfléchissent en partant du monde dans lequel ils vivent (troublé et politiquement instable, et peuplé de gens moralement imparfaits), et non par rapport à l'homme et la société tels qu'ils devraient être. Ils ne cherchent pas à redresser l'esprit de l'Homme, mais à le forcer à agir correctement. Ils n'ont pas de respect pour le passé ni la tradition (s'inscrivant par là dans la même démarche que Mozi), et n'ont aucun scrupule à en faire table rase, mais pour autant s'inscrivent dans une certaine continuité. Le prince tel que le conçoivent les légistes n'est pas si éloigné que cela de la figure du Saint taoïste. En tant que source du pouvoir absolu il ne l'exerce pas, il l'incarne, il pratique le non-agir et laisse la loi (concrète, plutôt que cosmique) se diffuser et s'imprégner dans le corps social.
Les textes légistes mettent en valeur trois concepts. Il en ressort une conception autoritaire du pouvoir qui met à nu les leviers du pouvoir et révèle les mécanismes du contrôle social. 

### La loi
La loi (Fa, 法) est le concept central dans le système de pensée des légistes. Ce ne sont plus les idées confucéennes du sens de l'humain et la conformité aux rites qui sont chargés d'assurer la cohésion sociale, mais la loi et son application aveugle et stricte. Celle-ci n'a pas besoin d'autres fondements qu'elle-même, elle est l'expression du Tao taoïste qui s'incarne dans la société des hommes. Tout ce qui s'oppose à elle doit être détruit, notamment les vieilles idées confucéennes. 
Pour les légistes, la loi doit être universelle (s'appliquer à tous sans distinction, sans exception) et objective (seul l'acte est pris en compte, et non l'auteur, ses intentions ou les qualités bonnes ou mauvaises qui lui sont reconnues). Sa diffusion la plus large possible doit pousser le peuple à la respecter, mais aussi limiter l'arbitraire des fonctionnaires.

### La position de force
Pour les légistes, c'est de la position de force que procède le pouvoir et non de la « puissance morale » défendue par les confucéens et les autres écoles. Cette dernière présuppose que le souverain soit bon et les légistes constatent que les bons souverains sont très rares. Le pouvoir ne doit donc pas être lié à la valeur personnelle du souverain mais à l'efficacité de la loi et des institutions chargées de la faire respecter. La position de force est donc éthiquement neutre et ne requiert aucune qualité morale particulière pour se soumettre au souverain.

### Les techniques de contrôle
Les légistes comptent beaucoup sur le corps des fonctionnaires pour relayer les décisions de la tête de l'autorité vers le peuple. Il s'agit de contrôler, surveiller et sanctionner pour assurer la cohésion du système. Les fonctionnaires sont eux-mêmes très surveillés.
Les institutions étatiques sont chargées de faire en sorte que la loi soit intériorisée par les individus à un point tel que le châtiment lui-même deviendrait inutile tant la terreur qu'elle inspire serait grande. Pour mettre en œuvre cet objectif, les anciens légistes (comme Shang Yang) prônent le principe de la responsabilité collective selon lequel la communauté encourt une sanction collective même si la faute est commise par un seul individu, ce qui entraîne un principe spontané de prévention et de contrôle réciproque de toute la population fondé sur la surveillance et la dénonciation de chacun par autrui.
À la même époque, Shen Buhai, ministre chinois du duc Zhao dans l'État du Han, promouvait les « techniques administratives » Shu (術) comme méthode principale de gouvernement. Les fonctionnaires devaient être choisis strictement selon leurs compétences (talent, résultats et expérience), traités tous de la même façon et évalués régulièrement. Ce système, adopté par d'autres légistes comme Han Fei Zi, est aussi appelé xingming (刑名). Han Fei Zi s'en prend violemment aux lettrés confucéens, considérant que leur influence sur les princes est une cause d'anarchie dans le gouvernement.

## Postérité
Si les théories des légistes connaîtront un grand succès, notamment auprès du premier Empereur de Chine, Qin Shi Huang, qui les appliquera à la lettre en  brûlant les œuvres des lettrés dans l'autodafé de 213 av. J-C., elles finiront par être mises à l'index et après les Han, personne n'osera plus se réclamer ouvertement du légisme. Cette pensée perdure cependant tout au long de l'histoire de la Chine dont elle inspire la pratique administrative et le code pénal et des personnages influents, comme Fou Chan au XVIIe siècle, ont présenté des affinités avec le légisme.